# Hemorragia subaracnoidea
La hemorragia subaracnoidea es el derrame de sangre en el espacio subaracnoideo, donde normalmente circula líquido cefalorraquídeo (LCR), o cuando una hemorragia intracraneal se extiende hasta dicho espacio. 
Afecta de 6 a 10 personas cada 100 000 por año. Según estudios retrospectivos, entre todos los pacientes que acuden a los servicios de urgencias con cefalea, la hemorragia subaracnoidea es la causante en el 1 % de los casos. Si se consideran solo los pacientes con la peor cefalea de sus vidas y un examen físico normal, este porcentaje asciende al 12 %. Esta proporción vuelve a incrementarse si se toman en cuenta los pacientes con un examen físico anormal, llegando al 25 %. 
Es una patología grave, con una mortalidad aproximada del 20 al 40 % de los pacientes ingresados, más un 8 a 15 % de mortalidad en los primeros minutos u horas en la etapa prehospitalaria. Puede ser traumática o no traumática.

## Causas
La principal causa es el trauma. De las no traumáticas la causa más frecuente es la ruptura espontánea de aneurismas intracraneales. Representa del 70 al 90 % de los casos.
Los aneurismas suelen ser asintomáticos antes de la hemorragia. Se distribuyen en las grandes arterias, la mayoría en la circulación anterior (80-90 %), más comúnmente en la unión de la arteria carótida interna con la arteria comunicante posterior, en la arteria comunicante anterior y en la trifurcación de la arteria cerebral media. El 10-20 % restante se ubican en la circulación posterior, con frecuencia en la bifurcación de la arteria basilar. En un 10-20 % de los casos se encuentran múltiples aneurismas.
Otras más infrecuentes incluyen:
- Malformaciones arteriovenosas (MAV)
- Extensión de un sangrado intraparenquimatoso
- Hemorragia tumoral
- Aneurisma micótico
- Disección de arterias intracraneales
- Alteraciones de la coagulación
- Abuso de drogas (cocaína)
- Aneurismas y MAV medulares
- Vasculitis del sistema nervioso central.

En un 10 % de los casos existe un sangrado exclusiva o predominantemente perimesencefálico. Se denomina hemorragia subaracnoidea “perimesencefálica o pretroncal”. Su origen se desconoce, pero correspondería a un sangrado venoso. Se diferencia del resto por la regular negatividad en su estudio angiográfico, y por su buen pronóstico y buena evolución. 
La hemorragia subaracnoidea (HSA) es comúnmente causada por un traumatismo craneofacial; sin embargo, se desconoce la etiología de le hemorragia subaracnoidea traumática.

## Patogénesis y Factores de Riesgo
La patogénesis de los aneurismas saculares es multifactorial. Un factor indispensable es el estrés hemodinámico, que genera erosión y desgaste de la lámina elástica interna. Los individuos con estados circulatorios hiperdinámicos están predispuestos a sufrir cambios degenerativos acelerados en la pared del vaso con el subsecuente desarrollo de aneurismas. Por otro lado el desarrollo de este tipo de lesión es mucho más frecuente en los vasos intracraneanos que en los extracraneanos dado que en los primeros la túnica media se encuentra adelgazada y no existe la lámina elástica externa.
En cuanto a los factores de riesgo juegan un rol fundamental los factores genéticos. Existe un riesgo aumentado en los pacientes con síndromes hereditarios, tales como enfermedades del tejido conjuntivo (síndrome de Ehlers-Danlos, pseudoxantoma elástico), poliquistosis renal autosómica dominante y el hiperaldosteronismo familiar tipo I.
El mecanismo por el cual las enfermedades del tejido conectivo predisponen a la formación de aneurismas presumiblemente involucre una debilidad en la pared del vaso expuesta a un flujo no laminar. En el hiperaldosteronismo estos pueden resultar en parte de la hipertensión congénita durante etapas tempranas del desarrollo cerebrovascular. En la poliquistosis renal autosómica dominante la hipertensión también puede contribuir a la formación de aneurismas, aunque el mecanismo no está aclarado.
También evidencia la importancia de los factores genéticos la asociación familiar de los aneurismas intracraneanos. Los miembros de una familia tienen un riesgo aumentado de tener aneurismas intracraneanos, aún en ausencia de un síndrome hereditario. Del 7 al 20 % de los pacientes con hemorragia subaracnoidea tienen un familiar de primer o segundo grado con un aneurisma conocido. Estos aneurismas tienen algunas características en particular; suelen romperse a edades más tempranas, suelen tener un tamaño más pequeño en el momento de la ruptura y son frecuentemente seguidos de la formación de nuevos aneurismas. En hermanos con aneurismas, estos se rompen generalmente en la misma década.
Otros factores de riesgo incluyen: 
1. Tabaquismo: el riesgo estimado de hemorragia subaracnoidea es aproximadamente 3 a 10 veces mayor en tabaquistas que en no tabaquistas. A su vez el riesgo aumenta con el número de cigarrillos fumados. El mecanismo por el cual predispone a la formación de aneurismas involucra una deficiencia de alfa 1-antitripsina, un importante inhibidor de las proteasas tales como la elastasa.
2. Hipertensión arterial: su asociación con el desarrollo de aneurismas es controvertida. Existen estudios que la relacionan y otros que no, pero se podría concluir en que representa un factor de riesgo de hemorragia subaracnoidea, aunque no tan fuerte como el tabaquismo.
3. Deficiencia de estrógenos: existe una mayor prevalencia en mujeres entre los 54 y 61 años, pero en la edad premenopáusica esta patología es más frecuente en hombres. La deficiencia de estrógenos en los tejidos lleva a un descenso del contenido de colágeno. El uso de terapia de reemplazo se asoció a un descenso del riesgo de hemorragia subaracnoidea en mujeres posmenopáusicas.
4. Alcoholismo.
5. Coartación de aorta.

## Fisiopatología de la hemorragia inicial
Cuando se produce la ruptura aneurismática, irrumpe sangre a presión en el espacio subaracnoideo, lo que provoca un aumento brusco del volumen intracraneal. La velocidad a la que se produce dicho aumento es tan rápida que no permite un funcionamiento eficaz de los diversos mecanismos compensadores existentes, determinándose aceleradamente una elevación de la presión intracraneal (PIC), entidad que recibe la denominación de síndrome de hipertensión intracraneal.
La PIC elevada puede en instantes aproximarse o igualar a la presión arterial media con la consiguiente caída de la presión de perfusión cerebral (PPC) hasta valores en teoría cercanos a cero.
Esta caída extrema de la PPC equivale a una "detención circulatoria cerebral", la cual puede deparar efectos deletéreos sobre el encéfalo (secundarios a la isquemia global), pero puede a la vez facilitar la detención de la hemorragia (debido a la anulación de la presión transaneurismática). Ésta, seguida de una respuesta de Cushing, con hipertensión arterial y de la puesta en funcionamiento de los mecanismos compensadores de la PIC elevada, puede restablecer la hemodinamia cerebral, mecanismo por el cual el paciente puede sobrevivir a la hemorragia inicial.
El correlato clínico descripto para este proceso fisiopatológico se corresponde con la cefalea de intensidad máxima e instalación brusca, en ocasiones inmediatamente seguida de pérdida transitoria de la consciencia.
Los pacientes que padecen una hemorragia subaracnoidea pueden morir en los minutos que siguen al primer episodio de hemorragia o bien al resangrado. Las causas más frecuentes de muerte corresponden a la respiración atáxica, paro respiratorio y fibrilación ventricular.

## Cuadro Clínico
Los signos y síntomas suelen aparecer en forma súbita en un individuo que por lo general no presentaba alteraciones neurológicas previas. El inicio frecuentemente está precedido por una actividad física intensa, si bien se observó que en una serie de 500 pacientes con hemorragia subaracnoidea, en un 34 % de los casos se desarrolló durante actividades no estresantes, y un 12 % se produjo durante el sueño.
Los signos y síntomas más frecuentes se enumeran en la tabla 1.
| Manifestación                        | Porcentaje (%) |
| Cefalea                              | 74-80          |
| Náuseas y vómitos                    | 70-80          |
| Alteraciones de la conciencia        | 60-70          |
| Pérdida transitoria de la conciencia | 50             |
| Rigidez de nuca                      | 40-50          |

Tabla 1. Signos y síntomas más frecuentes.
La cefalea, que es el síntoma más frecuente, se describe como de inicio brusco, intensa e inusual. Puede también ser referida como nucalgia y fotofobia. Frecuentemente se acompaña de náuseas y vómitos. Pero no siempre es característica, dado que puede tener cualquier localización, puede ser localizada o generalizada, puede ser leve y resolver espontáneamente, o puede aliviarse con analgésicos no narcóticos.
Según la Sociedad Internacional de Cefalea un primer episodio de cefalea grave o inusual no puede ser clasificado como migraña o cefalea tensional, dado que los criterios diagnósticos requieren varios episodios con características específicas (más de nueve episodios para la cefalea tensional y más de cuatro para la migraña sin aura). Frente a la primera o peor cefalea, así como a una cefalea inusual en un paciente con un patrón establecido de dolor, debe sospecharse hemorragia subaracnoidea hasta que se demuestre lo contrario.
Los pacientes también pueden referir vértigo, paresia o parálisis, parestesias, diplopía, defectos en el campo visual, convulsiones y otros síntomas de foco neurológico.
Aproximadamente en la mitad de los casos existe una pérdida transitoria de la conciencia al inicio del cuadro.
Alrededor de la mitad de los pacientes presenta alguna alteración del sensorio, que puede variar desde la obnubilación hasta el coma.
| GRADO I   | Ausencia de síntomas, cefalea leve o rigidez de nuca leve                                               |
| GRADO II  | Cefalea moderada a grave, rigidez de nuca, paresia de pares craneanos                                   |
| GRADO III | Obnubilación, confusión, leve déficit motor                                                             |
| GRADO IV  | Estupor, hemiparesia moderada a grave, rigidez de descerebración temprana o trastornos neurovegetativos |
| GRADO V   | Coma, rigidez de descerebración                                                                         |

Tabla 2. Escala de Hunt y Hess.
Pueden presentarse asimismo con rigidez de nuca, hipertensión o hipotensión arterial, taquicardia, fiebre, parálisis de los pares craneanos, nistagmo, hemorragia subhialoidea evidenciable en el fondo de ojo así como edema de papila.
Casi el 50 % de los pacientes que desarrollan una hemorragia subaracnoidea presentan síntomas premonitorios días, semanas o meses antes del sangrado mayor. Dichos síntomas pueden ser de dos tipos:
a) Secundarios a una pérdida menor de sangre del aneurisma. Se presenta como cefalea brusca e intensa, a veces acompañada por vómitos y náuseas, en un paciente lúcido, sin signos de foco neurológico ni meníngeo y con tomografía computada (TC) de cerebro normal. Solo se diagnostica si existe la correcta sospecha diagnóstica y se realiza una punción lumbar.
| GRADO I   | Glasgow 15/15    | Sin déficit motor       |
| GRADO II  | Glasgow 13-14/15 | Sin déficit motor       |
| GRADO III | Glasgow 13-14/15 | Con déficit motor       |
| GRADO IV  | Glasgow 7-12/15  | Con o sin déficit motor |
| GRADO V   | Glasgow 3-6/15   | Con o sin déficit motor |

Tabla 3. Escala de la Federación Mundial de Neurocirujanos.
b) Secundarios a la expansión del aneurisma. Corresponden a cefalea localizada o parálisis de los pares craneanos. La importancia de detectar estos síntomas radica en la posibilidad de tratar a pacientes en buen grado neurológico.
Para la clasificación del cuadro clínico al ingreso se han descrito la escala de Hunt y Hess (Tabla 2) y la escala de la Federación Mundial de Neurocirujanos (Tabla 3).

## Diagnóstico
Se establece sobre la base de un cuadro clínico compatible más la demostración de la presencia de sangre en el espacio subaracnoideo.
Como fue expuesto con anterioridad, debe suponerse que toda cefalea de comienzo brusco e inusual es una hemorragia subaracnoidea hasta que se demuestre lo contrario. El estudio de elección es la TC de cerebro, con una sensibilidad del 95 % en las primeras 24 horas, disminuyendo paulatinamente en los días subsiguientes a medida que la sangre se torna isodensa con el parénquima cerebral. Así a los tres días es del 80 %, a los cinco días 70 %, a la semana 50 % y a las dos semanas del 30 %. Es válido tener en cuenta que la hiperdensidad espontánea de la sangre en la TC depende de la concentración de hemoglobina por lo que en caso de existir anemia con una concentración de hemoglobina por debajo de 10 g/dl la misma será isodensa con el parénquima cerebral.
Cabe destacar la importancia de la técnica en la realización de la TC, recomendándose cortes finos (3 mm entre cortes) a nivel de la base del cráneo, ya que cortes más gruesos (10 mm) ocultan pequeñas colecciones. Por otro lado la habilidad en la correcta identificación de hemorragia en la TC varía ampliamente entre médicos emergentólogos, neurólogos y radiólogos generales. Los médicos menos experimentados, indudablemente, pueden pasar por alto anormalidades sutiles. Teniendo en cuenta la distribución y la cantidad de sangre evidenciable en la TC de cerebro se puede clasificar a la hemorragia subaracnoidea según la escala de Fisher (Tabla 4).
| Grado I   | Sin sangre detectable.                                                                                                   |
| Grado II  | Disposición difusa de la sangre en el espacio subaracnoideo sin coágulos localizados con una capa vertical menor a 1 mm. |
| Grado III | Coágulos localizados en el espacio subaracnoideo o una capa vertical de sangre mayor o igual a 1 mm.                     |
| Grado IV  | Sangre intraparenquimatosa o intraventricular.                                                                           |

Tabla 4. Escala de Fisher.
La punción lumbar debe ser realizada en todos aquellos pacientes cuya presentación clínica sugiera hemorragia subaracnoidea y cuya TC sea negativa, dudosa o técnicamente inadecuada. Frecuentemente se cometen errores en la interpretación de los hallazgos del LCR, dada la dificultad en diferenciar la verdadera presencia de sangre en el espacio subaracnoideo de una punción lumbar traumática, circunstancia que ocurre en un 20 % de los casos. Ni la impresión del operador ni la técnica de los tres tubos, en la cual se busca la disminución del recuento eritrocitario, son confiables para tal fin. El hallazgo de eritrocitos crenados tampoco tiene valor.
Luego de la hemorragia aneurismática los glóbulos rojos se diseminan rápidamente por el espacio subaracnoideo donde persisten por días o semanas, siendo lisados en forma gradual. La hemoglobina liberada se metaboliza a pigmentos moleculares oxihemoglobina (de color rosado) y bilirrubina (amarilla) resultando en xantocromía. La oxihemoglobina se puede detectar a las pocas horas, pero la formación de bilirrubina, que es proceso enzimático, requiere aproximadamente de doce horas. Esta última es más confiable en el diagnóstico, pero su hallazgo en el LCR depende del tiempo transcurrido entre el inicio del cuadro y la realización de la punción lumbar (por lo que se recomienda que este no sea menor a 12 horas). El LCR debe ser centrifugado y examinado en forma rápida para evitar que los glóbulos rojos originados en la punción traumática se lisen y generen xantocromía.
La mayoría de los autores aceptan que la presencia de xantocromía es el criterio diagnóstico primario en los casos de hemorragia subaracnoidea con TC normal. Otros sostienen que la simple presencia de eritrocitos, aún en ausencia de xantocromía es más certera. Estas opiniones divergentes tienen su origen en los distintos métodos de detección de la xantocromía (espectrofotometría versus visión directa, la cual tiene una sensibilidad del 50 %).
Se han utilizado también anticuerpos monoclonales para la detección de productos de degradación de la fibrina, para detectar en forma cualitativa la presencia de sangre, lo cual parecería más exacto que la detección de xantocromía.
El segundo aspecto a tener en cuenta en el diagnóstico de la hemorragia subaracnoidea es la localización del sitio de sangrado, para lo cual el estudio de elección es la angiografía con sustracción digital de los cuatro vasos del cuello. Esta mostrará un aneurisma en el 70-80 % de los casos. Si esta fuera normal se sospechará:
1. sangrado perimesencefálico pretroncal,
2. Aneurisma trombosado,
3. Vasoespasmo grave en el vaso que lo origina,
4. Origen medular del sangrado

en estos casos se repetirá el estudio en 14 días.
Existen también otros métodos de estudio, tales como la angiorresonancia magnética nuclear, la cual tiene la ventaja de no requerir la inyección de sustancias de contraste. Tiene una menor sensibilidad que la angiografía dado que puede detectar aneurismas de hasta 2 o 3 mm de diámetro.
La resonancia magnética nuclear (RMN) estándar es el mejor método para la demostración de trombos en el saco aneurismático. Aunque no con frecuencia, ha habido casos en los que aneurismas trombosados no fueron visualizados en la angiografía, pero fueron claramente demostrados en la RMN.
La tomografía helicoidal también es útil en el screening de nuevos aneurismas en pacientes con aneurismas previos tratados con coils ferromagnéticos.

## Complicaciones
Pueden ser neurológicas o extraneurológicas.
I) Neurológicas:
a) Resangrado:
Tiene una mortalidad del 50 al 80 % a los tres meses y el riesgo es mayor en las primeras 24 horas.
Es más frecuente en las mujeres, en pacientes con mal grado neurológico, pacientes en malas condiciones clínicas y con tensión arterial sistólica mayor a 170 mmHg.
Se postula que la causa sería la lisis del coágulo perianeurismático.
Clínicamente se manifiesta por aumento brusco de la cefalea, disminución del nivel de conciencia, nuevo déficit neurológico, convulsiones, coma, respiración atáxica o fibrilación ventricular.
Su diagnóstico se realiza sobre la base de los hallazgos tomográficos.
b) Vasoespasmo:
Es el estrechamiento subagudo de las arterias intracraneanas.
Es una complicación tardía que aparece entre el 4.º y el 14.º día, con un pico al 6.º día.
Su frecuencia varía según el método empleado para su diagnóstico. El vasoespasmo angiográfico tiene una frecuencia de 60 a 70 %, el detectado mediante Doppler transcraneano 50 %, y el sintomático de 30 a 40 %.
Las causas implicadas en su patogenia serían la formación de productos de degradación de la hemoglobina, formación de especies reactivas del oxígeno, la peroxidación lipídica y la formación de eicosanoides y endotelinas.
La cantidad de sangre y su distribución en el sistema nervioso central se relacionan con la localización y la gravedad del vasoespasmo. Así, y según la clasificación de Fisher (Tabla 4), el grado III es el que presenta con mayor frecuencia y gravedad esta complicación, mientras que para los grados II y IV la frecuencia es intermedia y baja para el grado I. 
Otros factores que aumentan el riesgo son la edad mayor a 50 años, el buen grado neurológico, la hiperglucemia, el sexo masculino y el tabaquismo.
Clínicamente se manifiesta según el territorio comprometido pudiendo presentar indiferencia por el medio, deterioro del sensorio, aparición de nuevos déficit, aumento inexplicable de la tensión arterial o poliuria perdedora de sal. Con cierta frecuencia se acompaña de fiebre. Suele ser de comienzo gradual y a veces fluctuante y suele durar algunos días, pero puede extenderse por más de una semana.
Dentro de los estudios complementarios el Doppler transcraneano es útil en el diagnóstico temprano. El diagnóstico definitivo se establece mediante un cuadro clínico compatible, después de excluir otras situaciones tales como el resangrado, la hidrocefalia, sepsis, etc., y se confirma mediante arteriografía.
c) Hidrocefalia:
Posee una frecuencia del 8 al 34 %.
Puede ser de causa obstructiva, la cual se produce en una fase temprana y se diagnostica mediante la evidencia de un aumento del tamaño de los ventrículos laterales y del tercer ventrículo; o bien de tipo comunicante en la cual existe una alteración en la reabsorción del LCR. Esta última puede ser temprana o tardía y en la TC existirá agrandamiento de los cuatro ventrículos.
d) Hipertensión endocraneana:
Se produce en el 25 % de los casos, en la mayoría de los pacientes con mal grado neurológico.
Es debida a hidrocefalia, hemorragias intraparenquimatosas o edema cerebral.
e) Convulsiones:
Se presentan con una frecuencia de 4 a 26 %. Su incidencia aumenta en los casos de hematomas córtico-subcorticales. También son más frecuentes en los aneurismas de la arteria cerebral media.
Las convulsiones que se presentan al inicio del cuadro de hemorragia subaracnoidea representan un factor de riesgo independiente de convulsiones tardías y son un predictor de evolución desfavorable.
II) Extraneurológicas
a) Cardiovasculares:
Son muy frecuentes. Aproximadamente el 91 % de los pacientes con hemorragia subaracnoidea tiene arritmias.
También pueden presentar hipertensión o hipotensión arterial, insuficiencia cardíaca, citonecrosis de las fibras miocárdicas con aumento de la enzima creatinfosfokinasa (CK) isoenzima MB, alteraciones electrocardiográficas (ondas T negativas, supra o infradesnivel del segmento ST, aparición de ondas Q, ondas U prominentes).
Todas estas alteraciones serían provocadas por el aumento del tono simpático.
La injuria subendocárdica es un predictor independiente de mal pronóstico.
b) Respiratorias:
Incluyen edema agudo de pulmón, atelectasias, neumonía, síndrome de distress respiratorio del adulto, alteraciones de la mecánica ventilatoria, tromboembolismo de pulmón. En un estudio se vio que cuanto peor era el grado neurológico al ingreso mayor era la disfunción respiratoria y está a su vez es un marcador de mal pronóstico.
c) Alteraciones del medio interno:
Las más frecuentes son la hiperglucemia y la hiponatremia que es consecuencia del síndrome de derrame de sal cerebral. Éste es producido por la liberación del factor natriurético cerebral desencadenada por injuria hipotalámica. Genera una importante pérdida de sodio y agua, lo cual lleva al desarrollo de hiponatremia e hipovolemia con el consiguiente aumento del riesgo de isquemia cerebral en caso de vasoespasmo.
Otra causa menos frecuente de hiponatremia es el síndrome de secreción inapropiada de hormona antidiurética (SIHAD). Es importante la distinción entre ambas circunstancias debido al diferente manejo que requieren. El derrame de sal cerebral se caracteriza por depleción de volumen y su tratamiento requiere de infusiones con soluciones salinas isotónicas mientras que en el SIHAD existe euvolemia por lo que el tratamiento en los casos de hiponatremia asintomática consiste en la restricción hídrica dado que la infusión de soluciones salinas isotónicas pueden llevar a un mayor descenso de la natremia.
d) Infecciosas:
Son frecuentes las infecciones urinarias, respiratorias y la sepsis. Debe recordarse que la fiebre asociada con una hemorragia subaracnoidea puede ser de causa no infecciosa.
e) Disfunción orgánica múltiple:
En un estudio se demostró que el síndrome de respuesta inflamatoria sistémica (SIRS) con un síndrome de disfunción multiorgánica (SDOM) asociado es la principal causa de muerte debida a complicaciones médicas.

## Abordaje del paciente
La hemorragia subaracnoidea es una urgencia médica, y su abordaje consiste en:
1. Estabilización cardiorrespiratoria: Asegurar una vía aérea permeable y considerar la necesidad de ventilación asistida en los casos de estupor o coma, mal manejo de secreciones, mala mecánica respiratoria, hipoxemia o hipercapnia. Se deben corregir enérgicamente la hipotensión y las arritmias, y ser cauteloso en el manejo de la hipertensión arterial. En los casos de hipertensión arterial el estatus neurológico del paciente puede ser una guía útil: si el paciente esta alerta significa que la presión de perfusión cerebral (PPC) es adecuada y el descenso de la tensión arterial puede disminuir el riesgo de resangrado. La hipertensión que afecta a pacientes de buen grado neurológico generalmente puede controlarse con reposo, analgésicos y bloqueantes cálcicos (nimodipina). Si con estas medidas no basta y el paciente presenta una hipertensión grave se administrarán drogas como el labetalol o enalaprilato. Si hay deterioro del sensorio, este podría deberse a un descenso de la PPC por lo que no se administrará tratamiento antihipertensivo. Estos pacientes requieren para su manejo un estrecho monitoreo de la PIC mediante un catéter especialmente colocado para tal fin. Típicamente debe mantenerse la tensión arterial sistólica por encima de 140 mmHg.
2. Medidas generales: se indicará reposo físico y psíquico (si el paciente está excitado se puede recurrir a las benzodiacepinas o al haloperidol), así como analgesia con paracetamol u opiodes. El plan de hidratación debe ser amplio con un importante aporte de sodio para prevenir la aparición de hiponatremia o hipovolemia. Se administrarán 3000 a 4000 ml/día de solución fisiológica isotónica. Es preciso controlar la natremia y los balances hídricos en forma frecuente. Se debe evitar la hiperglucemia dado que esta puede aumentar la acidosis láctica intraneuronal en condiciones de isquemia cerebral. Las maniobras de Valsalva asociadas con los esfuerzos del vómito y de la defecación en un paciente constipado podrían provocar el resangrado del aneurisma y por ende deben evitarse mediante el uso de antieméticos con sonda nasogástrica y laxantes, respectivamente. Para la profilaxis de la hemorragia digestiva se utiliza ranitidina. Se realizará sostén nutricional temprano dado que estos pacientes se encuentran hipercatabólicos. Se prefiere la vía enteral. Durante el período preoperatorio deberán utilizarse dispositivos de compresión neumática de miembros inferiores para la prevención de trombosis venosa profunda (luego de la exclusión quirúrgica del aneurisma podría utilizarse heparina para tal fin). En cuanto a la profilaxis de las convulsiones es un punto controvertido. Sin embargo, podría considerarse recomendada en forma de "tratamiento prolongado" en los pacientes que hayan presentado convulsiones en algún momento desde el inicio del cuadro, y en aquellos pacientes en postoperatorio de un aneurisma roto que sean portadores de otros aneurismas no sintomáticos (de los cuales un episodio convulsivo podría, en teoría, precipitar el sangrado); se recomienda actualmente asimismo un "tratamiento breve" en la totalidad de los pacientes durante el período preoperatorio (debido al riesgo de que una convulsión precipite el resangrado) y hasta las 48-72 h del postoperatorio endovascular o quirúrgico convencional. Se utiliza difenilhidantoína con una dosis de carga de 18 a 20 mg/kg, seguida de un mantenimiento de 5 mg/kg/día administrada en 2 a 3 dosis. El tratamiento con nimodipina deberá iniciarse una vez realizado el diagnóstico de hemorragia subaracnoidea. Varios estudios aleatorios han demostrado que la nimodipina disminuye en forma estadísticamente significativa los déficit y las muertes debidas a lesiones isquémicas tardías y probablemente relacionadas con vasoespasmo. Se administra por vía enteral (oral o por sonda nasogástrica) en una dosis de 60 mg cada 4 horas por un lapso de 21 días. Su eficacia en la administración intravenosa no está bien establecida, y es por esta vía que la administración de nimodipina puede producir significativos descensos de la tensión arterial media que pueden dificultar el manejo del paciente. Si bien su mecanismo de acción no ha sido aún completamente dilucidado, se conoce con precisión que su administración no es eficaz para la prevención ni tratamiento del vasoespasmo propiamente dicho. Debe sus resultados a un posible efecto neuprotector sobre las células nerviosas isquémicas, mediado por la disminución del influjo de calcio al intracelular.

## Tratamiento
El objetivo final del tratamiento es la exclusión del saco aneurismático de la circulación cerebral, conservando la arteria que le dio origen.
La cirugía ha sido el pilar del tratamiento de los aneurismas intracraneanos; sin embargo, las técnicas endovasculares están tomando cada vez más importancia.
El tratamiento quirúrgico de los aneurismas cerebrales es un procedimiento efectivo y seguro con el desarrollo de técnicas de microcirugía en manos de cirujanos experimentados. El tratamiento de elección de la mayoría de los aneurismas consiste en la colocación de un clip alrededor del cuello del aneurisma.
El tratamiento endovascular consiste en la colocación de coils metálicos en la luz del aneurisma, de esta forma se favorece la formación de un trombo local obliterando la luz del aneurisma. 
Comparando ambas técnicas, en un estudio prospectivo randomizado de 109 pacientes con hemorragia subaracnoidea aguda (menor a 72 horas) debida a la ruptura de un aneurisma intracraneano se halló que resultados significativamente mejores ocurrieron luego del tratamiento quirúrgico en pacientes con aneurismas de la arteria cerebral anterior, pero en los casos de aneurismas en la circulación posterior los resultados fueron mejores luego del tratamiento endovascular. 
El uso de coils aumentará a medida que aumente el número de intervensionistas experimentados. Sin embargo, existen dudas sobre la eficacia a largo plazo de la oclusión intraluminal. La mayoría de los estudios de seguimiento al momento se encuentran en un rango de dos años; las tasas de obliteración completa que generalmente se cita es del 80 %.
En cuanto al momento del tratamiento es un área de controversia. Los beneficios de la cirugía temprana (dentro de las 48 a las 72 horas) incluyen la prevención del resangrado y un mejor manejo del vasoespasmo. Por otro lado, la cirugía precoz puede ser técnicamente más desafiante debido a la presencia de edema y coágulo alrededor del aneurisma. Además la cirugía temprana puede estar asociada a un riesgo aumentado de complicaciones isquémicas.
Generalmente se acepta la reparación temprana de los aneurismas en los pacientes con buen grado neurológico, con resultados favorables en la mayoría de los casos. Aproximadamente el 70 al 90 % de los pacientes tienen una recuperación neurológica buena, con una tasa de mortalidad de 1,7 a 8 %.
El tratamiento temprano de pacientes con Hunt y Hess grado IV y V (Tabla 2) como ya se mencionó es más dificultoso, sin embargo, la embolización intravascular en la etapa aguda puede facilitar el tratamiento agresivo del vasoespasmo, si bien esto no ha sido avalado por ningún estudio hasta el momento.

## Tratamiento de las complicaciones
1. Resangrado. La única forma eficaz de prevenirlo es la cirugía precoz o la realización temprana de un procedimiento endovascular.
2. Vasoespasmo. La detección precoz y su correcto tratamiento son fundamentales para la prevención de lesiones isquémicas tardías, de modo que debe establecerse una vigilancia clínica estrecha. El Doppler transcraneano permite una aproximación diagnóstica precisa, aunque su mayor utilidad radica probablemente en su valor para el control evolutivo del vasoespasmo instalado. El tratamiento médico del vasoespasmo consiste en mantener los bloqueantes cálcicos y comenzar con el tratamiento de la triple H (Hemodilución Hipervolémica Hipertensiva) en los casos de aneurismas excluidos de la circulación. Este tratamiento a su vez consiste en la administración de un amplio plan de hidratación con cristaloides (aproximadamente 3 a 4 litros por día) y coloides (alrededor de 1 a 1,5 litro por día), llevar el hematocrito a valores de 30 a 38 % e inducir hipertensión arterial con aminas vasopresoras como la dopamina, si con la expansión no alcanzare para mantener un tensión arterial media de 140 mmHg o una PPC de 120 a 130 mmHg. Las principales complicaciones del tratamiento de la triple H son el edema agudo de pulmón, el resangrado de un aneurisma no excluido y la transformación hemorrágica y edema de lesiones isquémicas previas. En el caso de vasoespasmo que se presenta en pacientes con aneurismas no excluidos se realiza una hemodilución hipervolémica normotensiva, aunque su utilidad no ha sido totalmente demostrada. Si el paciente no mejora con un tratamiento médico máximo administrado durante una a dos horas, tiene el aneurisma excluido de la circulación y no se observan infartos cerebrales en la TC en el área correspondiente a la sintomatología, podría intentarse una angioplastia con balón o bien una angioplastia química con el uso de papaverina intraarterial. Ambas técnicas resultan más útiles y son más aplicables en aquellos casos que presentan vasoespasmo territorial localizado que en los pacientes con vasoespasmo grave difuso.
3. Hidrocefalia. El tratamiento de la hidrocefalia aguda consiste en la colocación de una ventriculostomía recordando que no es conveniente efectuar un drenaje demasiado rápido en presencia de un aneurisma no excluido de la circulación debido al riesgo de precipitar un nuevo sangrado.
4. Hipertensión intracraneal. Se considerará también la colocación de ventriculostomía y la posibilidad de drenar LCR. Además deberán indicarse medidas generales de tratamiento médico, como ser colocar la cabecera de la cama en un ángulo de 30° con el cuello en posición neutra, si hay hipoxemia, hipercapnia, hipotensión arterial, hipertermia, hiponatremia, acidosis se las corregirán con prontitud. Si con estas medidas no puede controlarse la presión intracraneana, se intubará al paciente y se lo colocará en asistencia respiratoria mecánica (ARM). También es útil para el control de la presión intracraneana la administración de bolos de manitol en dosis de 0,25 a 1 g/kg, reponiendo toda la diuresis con solución fisiológica o bolos de Cl-Na+ al 3 %. Otro recurso es la hiperventilación teniendo en cuenta que puede desencadenar isquemia cerebral.

## Pronóstico
La mortalidad de los pacientes con hemorragia subaracnoidea que llegan a internarse es de 20-40 % a los 6 meses y un porcentaje del 15-25 % queda con secuelas neuropsicológicas.
El grado neurológico (Tabla 5) al ingreso es un factor importante en cuanto a la determinación del pronóstico.
| Hunt y Hess I y II | 75-90 % de buena recuperación 5-15 % de mortalidad y estado vegetativo  |
| Hunt y Hess III    | 55-75 % de buena recuperación 15-30 % de mortalidad y estado vegetativo |
| Hunt y Hess IV     | 30-50 % de buena recuperación 35-45 % de mortalidad y estado vegetativo |
| Hunt y Hess V      | 5-15 % de buena recuperación 75-90 % de mortalidad y estado vegetativo  |

Tabla 5. Pronóstico a los 6 meses.
Otro factor que influye fuertemente en el pronóstico es la edad. En una serie grande de casos se observó que en los pacientes mayores de 70 años la mortalidad era 3 veces superior que en los pacientes de entre 30 y 39 años.
La localización del aneurisma responsable de la hemorragia subaracnoidea no tiene influencia en la evolución cognitiva.
La medición de la isoenzima BB de creatinfosfokinasa (CK) en LCR puede ayudar a predecir la evolución neurológica. En un estudio las altas concentraciones de CK-BB se asociaron a altos grados según la escala de Hunt-Hess (Tabla 2), baja puntuación en la escala de coma de Glasgow o GCS (por sus siglas en inglés Glasgow Coma Scale)y peor evolución. Todos los pacientes con una evolución temprana favorable tenían una concentración de CK-BB menor a 40 U/l. Sin embargo, una limitación de este estudio es el pequeño tamaño de la muestra (n = 30).

## Tratamiento de aneurismas asintomáticos
El manejo de aneurismas intracraneanos que no han sufrido ruptura es controvertido. Este tema fue investigado por el Estudio Internacional de Aneurismas Intracraneanos Sin Ruptura, en donde se evaluó la historia natural de 1449 pacientes con 1937 aneurismas no rotos; 727 no tenían historia previa de hemorragia subaracnoidea (grupo I), mientras que el resto tenía antecedentes de hemorragia subaracnoidea a partir de un aneurisma diferente al estudiado y que había sido exitosamente tratado (grupo II). Se hallaron los siguientes resultados:
- La tasa acumulada de ruptura de los aneurismas menores a 10 mm al momento del diagnóstico fue menor a 0,05 % por año en el grupo I; esta tasa fue 11 veces mayor (0,5 % por año) en el grupo II.
- La tasa de ruptura de aneurismas mayores a 10 mm de diámetro fue menor a 1 % por año para ambos grupos, aunque los pacientes del grupo I con aneurismas gigantes (mayores a 24 mm) tuvieron una tasa del 6 % en el primer año. No hubo suficientes pacientes en el grupo II con aneurismas gigantes para una adecuada comparación.
- Los aneurismas localizados en la unión de la arteria carótida interna con la arteria comunicante posterior y los aneurismas del sistema vertebrobasilar, especialmente los ubicados en la bifurcación rostral de la arteria basilar tuvieron la tasa más alta de ruptura.

En otras series también se hallaron bajas tasas de ruptura para aneurismas menores a 10 mm de diámetro. Sin embargo, en algunas series el tamaño crítico de ruptura hallado fue menor.
Recomendaciones: la suma de estos datos avala la conducta expectante frente a aneurismas saculares menores a 10 mm de diámetro. Esto también ha sido validado por un análisis costo-efectividad que halló que el tratamiento de aneurismas asintomáticos menores a 10 mm de diámetro en pacientes sin antecedentes de hemorragia subaracnoidea empeoraba la evolución clínica. De todas formas, cada caso debe ser examinado en forma individual, considerando otros factores como las comorbilidades, la edad del paciente y la localización del aneurisma.
Los aneurismas remanentes o coexistentes de cualquier tamaño en pacientes con hemorragia subaracnoidea debida a otro aneurisma tratado garantiza la consideración de tratamiento en todos los casos. 
Así mismo, debe considerarse seriamente el tratamiento de aquellos aneurismas asintomáticos con un tamaño mayor o igual a 10 mm de diámetro.

## Screening
Los parientes en primer grado de pacientes con hemorragia subaracnoidea tienen un riesgo 3 a 5 veces mayor de hemorragia subaracnoidea que la población general.
Se ha sugerido el screening para pacientes con alto riesgo para el desarrollo de un aneurisma. Los dos grupos de pacientes más comúnmente evaluados son aquellos con historia familiar de aneurismas intracraneanos y con poliquistosis renal autosómica dominante.
Aproximadamente en 5-10 % de adultos asintomáticos con poliquistosis renal autosómica dominante que son sometidos a screening se hallan aneurismas intracraneales saculares. En varias familias con poliquistosis renal autosómica dominante se ha reportado mayor incidencia de aneurismas intracraneanos, llegando al 20-25 %. Aunque el screening de aneurismas intracraneales asintomáticos en pacientes con poliquistosis renal autosómica dominante es aún controvertido, la mayoría de los autores concuerdan en que deben ser evaluados aquellos pacientes que también tengan antecedentes familiares de aneurismas intracraneanos.